# Llíria (kommun)
Llíria är en kommun i Spanien.   Den ligger i provinsen Província de València och regionen Valencia, i den östra delen av landet, 270 km öster om huvudstaden Madrid. Antalet invånare är 23 542. Arean är 228 kvadratkilometer. Llíria gränsar till Altura, Alcublas, Andilla, Benaguasil, Benisanó, Bugarra, Casinos, Domeño, Marines, Olocau, Pedralba, La Pobla de Vallbona, Villar del Arzobispo och Chulilla. 
Terrängen i Llíria är kuperad åt nordväst, men åt sydost är den platt.